# 高度規

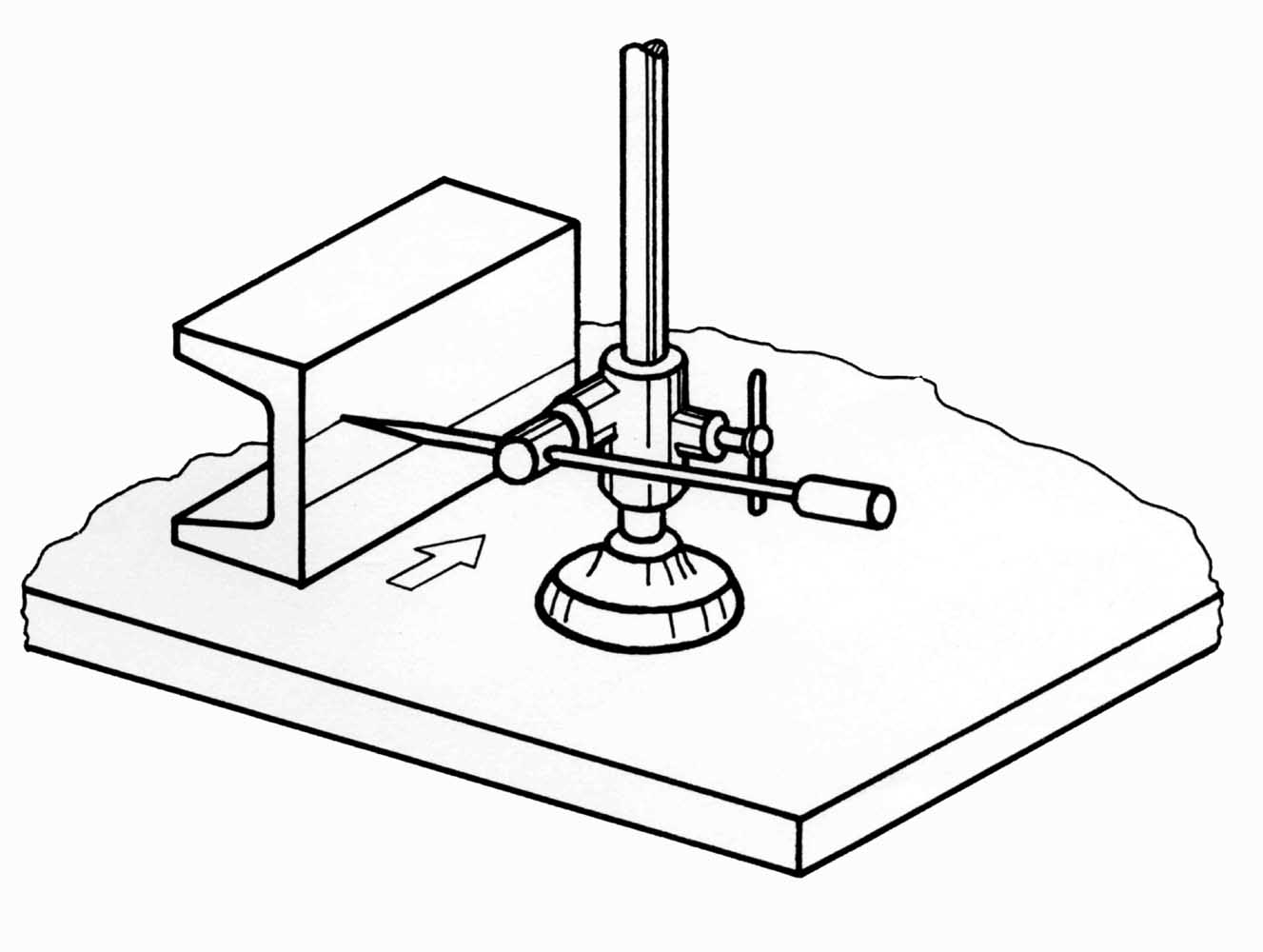
高度计

高度計是測量設備使用，也可以決定高度的東西 ，或重複的項目被標記上工作。用於金屬加工或計量要么設置或測量垂直距離；指針是加強以允許它作為劃線，並協助劃線工件。
它們也可用於測量物體的高度使用的劃片底面為基準。

## 類型
有兩種類型的高度計： 游標高度計和電子高度計。該游標高度尺有額外的細化，一個游標規模更大的準確性，讀取或設置的工具。

## 參見

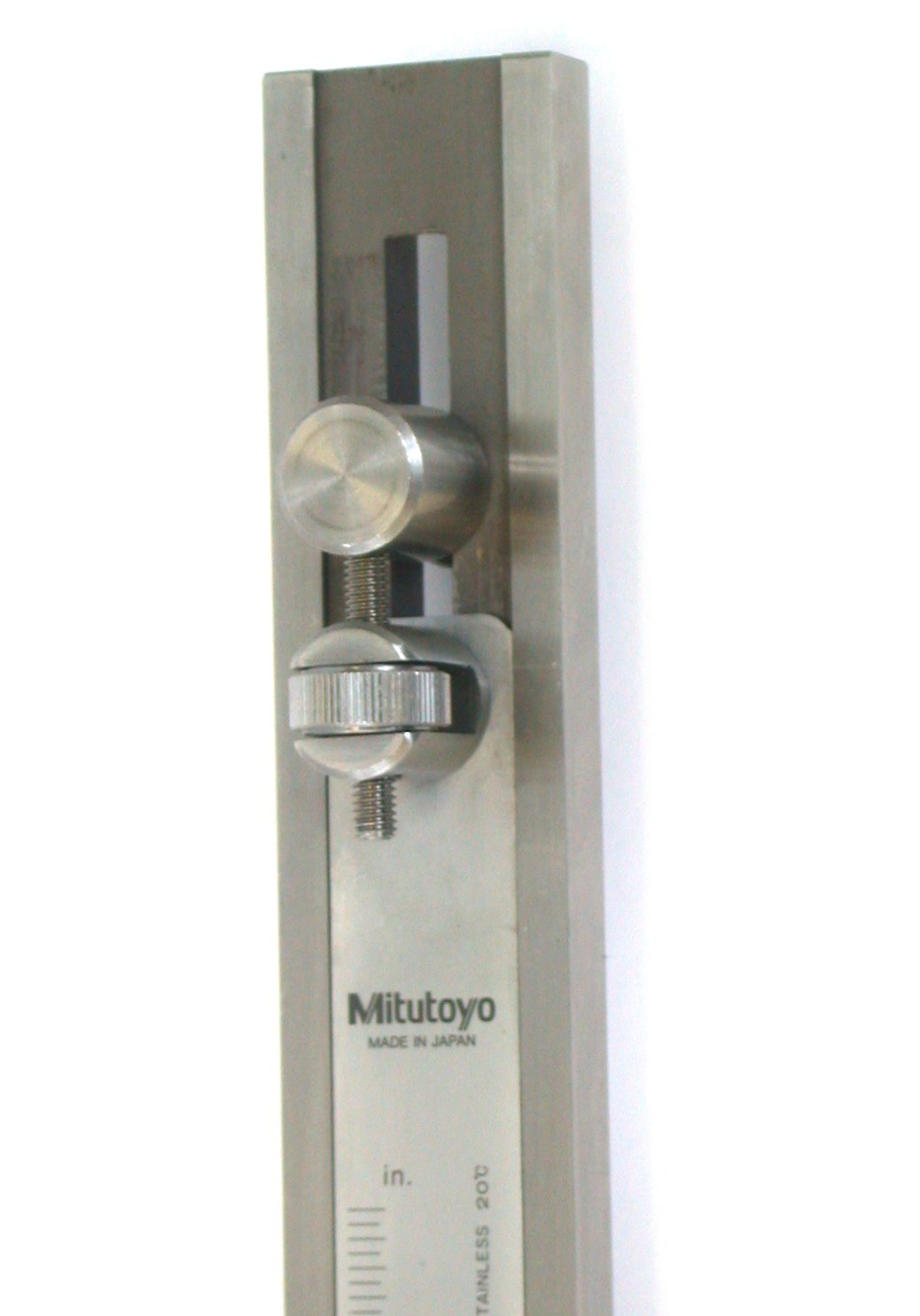
游標高度規調節器
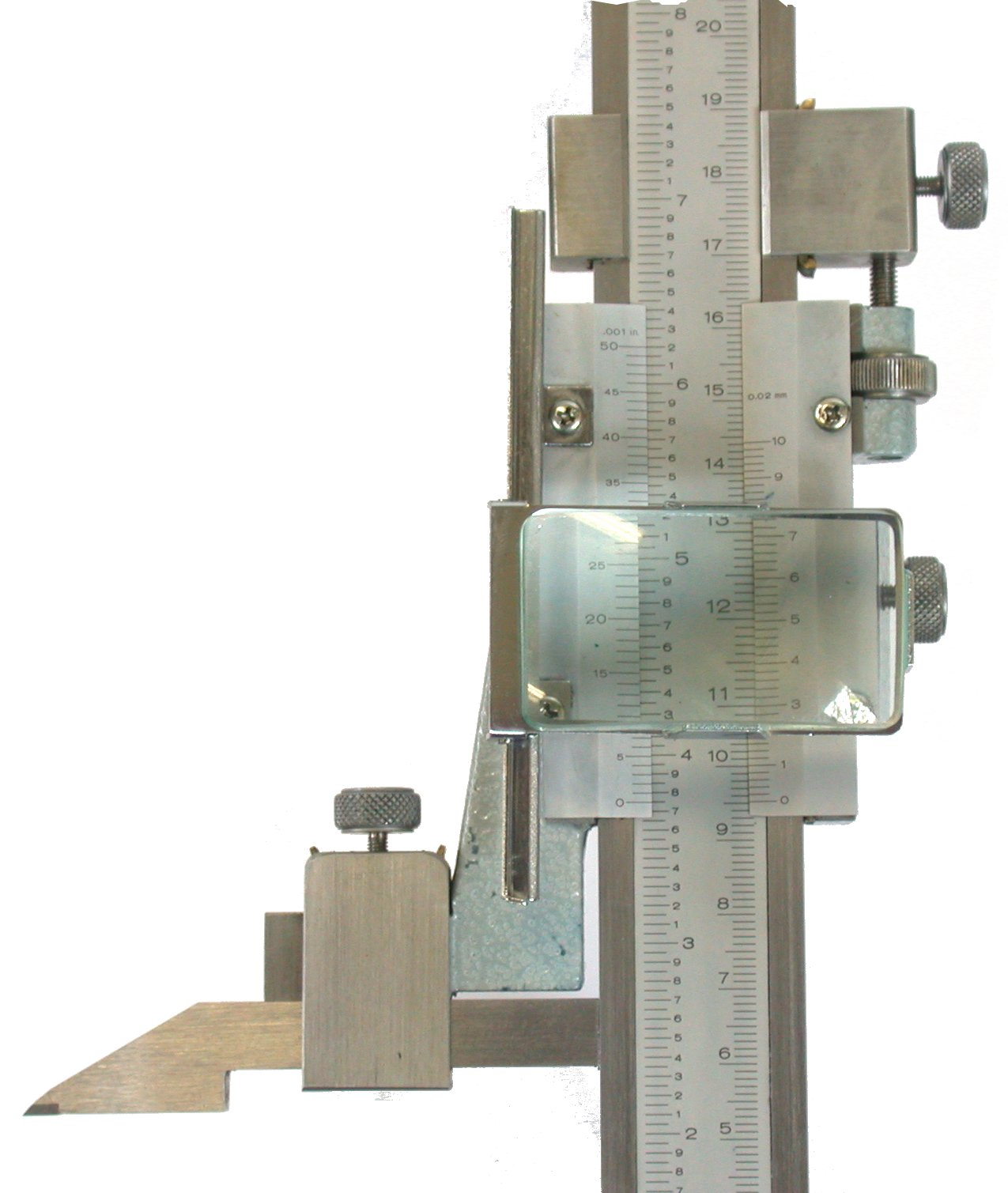
游標高度尺，特寫
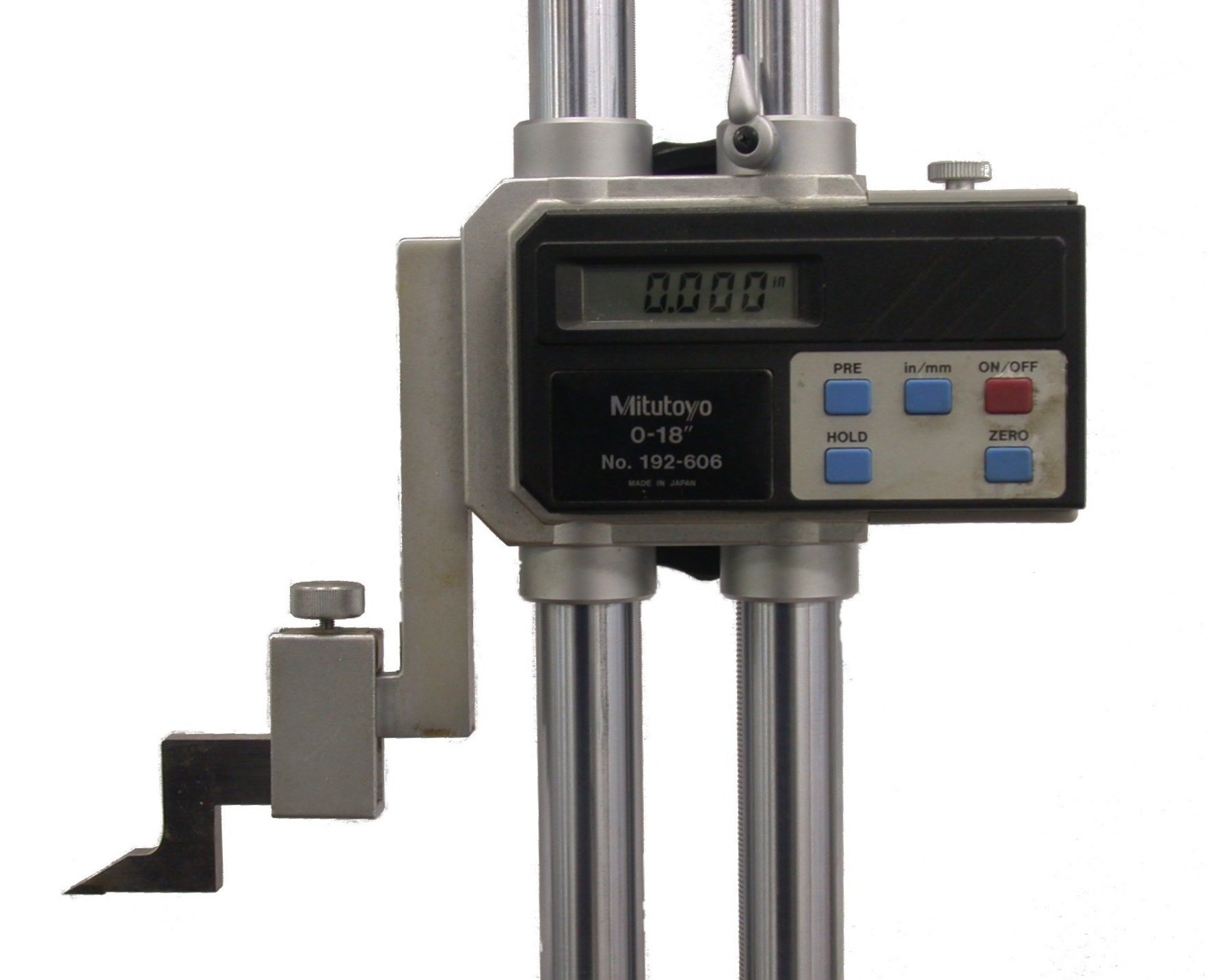
電子高度尺